# 格里維察嶺
格里維察嶺（英語：Grivitsa Ridge）是南極洲的山嶺，位於葛拉漢地，長6.4公里、寬3公里，最高點是海拔高度1,100米的巴特昆峰，北面是達爾瓦里冰川，南面是宰恰爾冰川。

## 外部連結

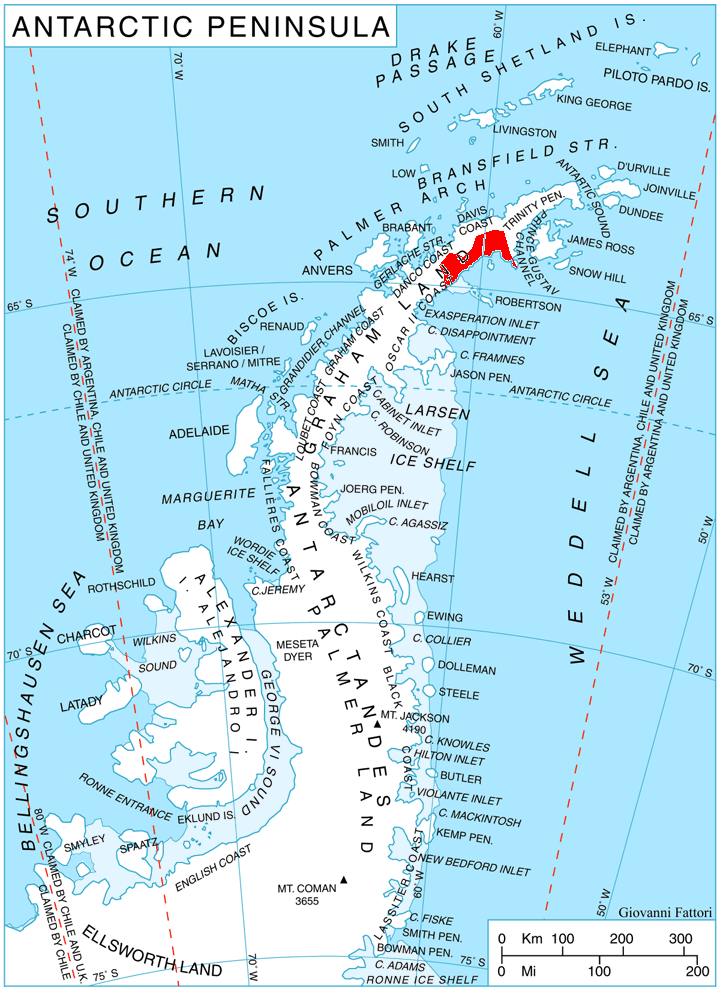

- Grivitsa Ridge. （页面存档备份，存于） SCAR Composite Antarctic Gazetteer.

64°30′16″S 60°19′38″W / 64.50444°S 60.32722°W